# Marcelinho Paraíba

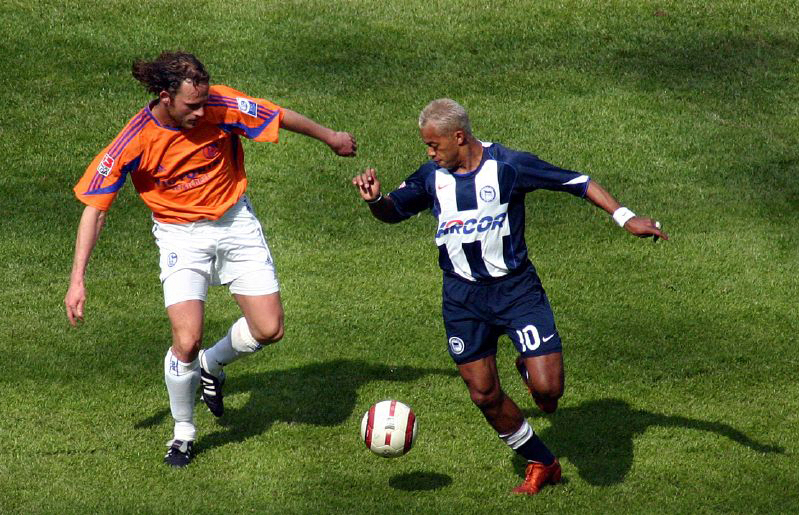
Marcelinho jugando con el Hertha Berlin en 2005

Marcelo dos Santos, más conocido como Marcelinho Paraíba (Campina Grande, 17 de mayo de 1975), es un exfutbolista y entrenador brasileño que jugaba de mediocentro ofensivo. Actualmente dirige al Serra Branca Esporte Clube de la segunda división del Campeonato Paraibano.
Ha sido internacional con la selección de fútbol de Brasil, jugando seis partidos y anotando un gol.

## Clubes

### Como futbolista
| Club                           | País     | Año       |
| ------------------------------ | -------- | --------- |
| Campinense                     | Brasil   | 1991-1993 |
| Paraguaçuense                  | Brasil   | 1994      |
| Santos                         | Brasil   | 1994      |
| Rio Branco                     | Brasil   | 1995-1997 |
| São Paulo                      | Brasil   | 1997-2000 |
| Olympique de Marsella          | Francia  | 2000      |
| Grêmio                         | Brasil   | 2001      |
| Hertha Berlin                  | Alemania | 2001-2006 |
| Trabzonspor                    | Turquía  | 2006      |
| Wolfsburg                      | Alemania | 2007-2008 |
| Flamengo                       | Brasil   | 2008-2009 |
| Coritiba                       | Brasil   | 2009      |
| São Paulo                      | Brasil   | 2010-2012 |
| → Sport Recife (cedido)        | Brasil   | 2011-2012 |
| Sport Recife                   | Brasil   | 2012      |
| Grêmio Prudente                | Brasil   | 2012      |
| Boa Esporte                    | Brasil   | 2012-2013 |
| Fortaleza                      | Brasil   | 2014      |
| Inter de Lages                 | Brasil   | 2015      |
| Joinville                      | Brasil   | 2015      |
| Oeste                          | Brasil   | 2016      |
| Inter de Lages                 | Brasil   | 2016      |
| → Ypiranga de Erechim (cedido) | Brasil   | 2016      |
| Treze                          | Brasil   | 2017      |
| Portuguesa                     | Brasil   | 2017      |
| Treze                          | Brasil   | 2018      |
| AD Perilima                    | Brasil   | 2018-2019 |
| Treze                          | Brasil   | 2019      |
| AD Perilima                    | Brasil   | 2020      |
| Treze                          | Brasil   | 2020      |

### Como entrenador
| Club           | País   | Año           |
| -------------- | ------ | ------------- |
| Treze          | Brasil | 2021          |
| AA Oeirense PI | Brasil | 2022          |
| Treze          | Brasil | 2022          |
| Serra Branca   | Brasil | 2022-presente |

## Palmarés

### Campeonatos nacionales
| Título               | Club             | País     | Año  |
| -------------------- | ---------------- | -------- | ---- |
| Campeonato Paraibano | Campinense Clube | Brasil   | 1991 |
| Campeonato Paraibano | Campinense Clube | Brasil   | 1993 |
| Campeonato Paulista  | São Paulo        | Brasil   | 1998 |
| Campeonato Paulista  | São Paulo        | Brasil   | 2000 |
| Campeonato Gaúcho    | Grêmio           | Brasil   | 2001 |
| Copa de Brasil       | Grêmio           | Brasil   | 2001 |
| Copa de la Liga      | Hertha Berlín    | Alemania | 2001 |
| Copa de la Liga      | Hertha Berlín    | Alemania | 2002 |
| Campeonato Carioca   | Flamengo         | Brasil   | 2009 |
| Copa Minas Gerais    | Boa Esporte      | Brasil   | 2012 |